# Johnnie Carr
Johnnie Carr (Montgomery, 26 januari 1911 - aldaar, 22 februari 2008) was een Amerikaans burgerrechtenleidster sinds de jaren zestig.

## Levensloop
Carr ging groeide op in Montgomery (Alabama), waar ze later in haar leven weer terugkeerde. Hier ging ze naar de zwarte Montgomery Industrial School, ook wel de Miss White's School genoemd.
Op deze school werd ze voor de rest van haar leven een goede vriendin met Rosa Parks, de zwarte vrouw die in december 1955 in de bus weigerde op te staan voor een blanke en de aanleiding vormde voor de Montgomery-busboycot. Deze boycot stond onder leiding van Martin Luther King als voorzitter van de Montgomery Improvement Association (MIA). Carr werd dat jaar een actief lid van de MIA en bleef op de voorgrond van de boycot totdat die een jaar later leidde tot een verbod op rassenscheiding in het openbaar vervoer, op grond van een uitspraak van het Amerikaanse Hooggerechtshof.
Johnnie Daniels huwde met Arlam J. Carr sr. (1934-1995) en kreeg met hem drie kinderen. Ze werkte 35 jaar voor de Atalanta Life Insurance Company tot ze daar in 1976 vanuit haar functie als personeelsmanager pensioneerde.
Haar bekendheid dankt ze echter aan haar opvolging van King in 1967 als voorzitter van de MIA. Als voorzitter gaf ze leiding aan verschillende initiatieven om de situatie voor Afro-Amerikanen te verbeteren. Onder meer begon ze een rechtszaak tegen de school van haar zoon die leidde tot de opheffing van rassenscheiding op alle scholen van Montgomery.
Ze bleef aan als voorzitter van de MIA tot haar dood op 97-jarige leeftijd. Tijdens het 50-jarige jubileum van de busboycot in 2005 was haar slogan aan schoolkinderen: Kijk terug, maar ga verder. Enkele dagen voor haar beroerte op 11 februari 2008 gaf ze nog een lezing na de parade tijdens de ceremonies van King Day in Montgomery.
Ze was lid van veel organisaties, waaronder de Alpha Kappa Alpha Sorority, Cinderella Chapter 145 en de Order of the Eastern Star; voor de laatste was ze jarenlang penningmeester van de Grand Chapter. Op hoge leeftijd werd ze nog lid van de Daughters of Isis, een vrouwenafdeling van de Afro-Amerikaanse vrijmetselaarstak van de Ancient Arabic Order of Nobles of the Mystic Shrine.
Daarnaast was ze als een onwrikbaar gelovige lid van de Hall Street Baptist Church en gedurende haar hele leven actief in verschillende christelijke organisaties. In het bijzonder was ze missionaris voor het Montgomery Antioch District, vanuit welke hoedanigheid ze jaarlijks meer dan dertig kerken bezocht.

## Erkenning
Ze wordt door veel prominenten gezien als een van de iconen van de burgerrechtenbeweging in de tweede helft van de 20e eeuw en het decennium erna. Verder wordt ze erkend voor haar inzet voor religieuze zaken en werd daarvoor bijvoorbeeld in 2001 onderscheiden met de Four Freedoms Award voor godsdienstvrijheid.